# Mostafa Smaili
Mostafa Smaili (arabisch مصطفى إسماعيلي, DMG Muṣṭafā Ismāʿīlī; * 9. Januar 1997 in Ifrane) ist ein marokkanischer Mittelstreckenläufer, der sich auf den 800-Meter-Lauf spezialisiert hat.

## Sportliche Laufbahn
Erste Erfahrungen bei internationalen Meisterschaften sammelte Mostafa Smaili bei den Afrikanischen Jugendspielen 2014 in Gaborone, bei denen er im 1500-Meter-Lauf in 3:47,99 min die Bronzemedaille gewann und sich damit für die Olympischen Jugendspiele in Nanjing qualifizierte, bei denen er in 3:46,28 min den vierten Platz belegte. 2016 erreichte er bei den Hallenweltmeisterschaften in Portland in 1:52,32 min über 800 Meter Rang sechs und gewann anschließend bei den U20-Weltmeisterschaften in Bydgoszcz in 1:46,02 min die Bronzemedaille. Er qualifizierte sich auch für die Olympischen Spiele in Rio de Janeiro, bei denen er bis in das Halbfinale gelangte, in dem er mit 1:45,78 min ausschied. 2017 siegte er bei den Islamic Solidarity Games in Baku in 1:45,78 min und gewann daraufhin bei den Spielen der Frankophonie in Abidjan in 1:46,73 min die Silbermedaille hinter seinem Landsmann Oussama Nabil. Anschließend nahm er erstmals an den Weltmeisterschaften in London teil, schied dort aber mit 1:47,50 min bereits im Vorlauf aus. 
2018 erreichte er bei den Hallenweltmeisterschaften in Birmingham in 1:48,75 min erneut den sechsten Platz und gewann daraufhin bei den Mittelmeerspielen in Tarragona in 1:47,56 min die Silbermedaille hinter dem Spanier Álvaro de Arriba. Anschließend gewann er bei den Afrikameisterschaften in Asaba in 1:45,90 min die Bronzemedaille hinter dem Botswaner Nijel Amos und Emmanuel Korir aus Kenia. Im Jahr darauf nahm er erstmals an den Afrikaspielen in Rabat teil und belegte dort in 1:45,73 min den fünften Platz. Bei den Weltmeisterschaften in Doha gelangte er bis in das Halbfinale, in dem er mit 1:45,78 min ausschied. 2021 nahm er erneut an den Olympischen Spielen in Tokio teil, kam dort aber mit 1:46,05 min nicht über die erste Runde hinaus. Im Jahr darauf startete er bei den Hallenweltmeisterschaften in Belgrad und verpasste dort mit 1:48,57 min den Finaleinzug. Im Juli schied er bei den Mittelmeerspielen in Oran mit 1:47,80 min im Vorlauf über 800 Meter aus und belegte mit der marokkanischen 4-mal-400-Meter-Staffel in 3:07,04 min den sechsten Platz. 2023 gewann er bei den Arabischen Meisterschaften in Marrakesch in 1:46,69 min die Silbermedaille hinter seinem Landsmann Abdelati el-Guesse.

## Persönliche Bestzeiten
- 800 Meter: 1:44,90 min, 4. September 2018 in Zagreb
  - 800 Meter (Halle): 1:45,96 min, 10. Februar 2018 in Gent
- 1500 Meter: 3:38,60 min, 9. Juni 2017 in Belfort
  - 1500 Meter (Halle): 3:42,37 min, 4. Februar 2017 in Mondeville